# Spindlestone
Spindlestone – osada w Anglii, w hrabstwie Northumberland, w civil parish Easington. W 1951 osada liczyła 46 mieszkańców.